# Benin City Challenger 1981
Il Benin City Challenger 1981 è stato un torneo di tennis facente parte della categoria ATP Challenger Series nell'ambito dell'ATP Challenger Series 1981. Il torneo si è giocato a Benin City in Nigeria dal 16 al 22 novembre 1981 su campi in cemento.

## Vincitori

### Singolare
Haroon Ismail ha battuto in finale  Nduka Odizor con il punteggio di 7–5, 6–4, 6–3

### Doppio
Andrew Jarrett /  Richard Lewis hanno battuto in finale  Jeremy Dier /  Haroon Ismail con il punteggio di 6–3, 6–4, 7–5